# Nachtburgemeester van Amsterdam

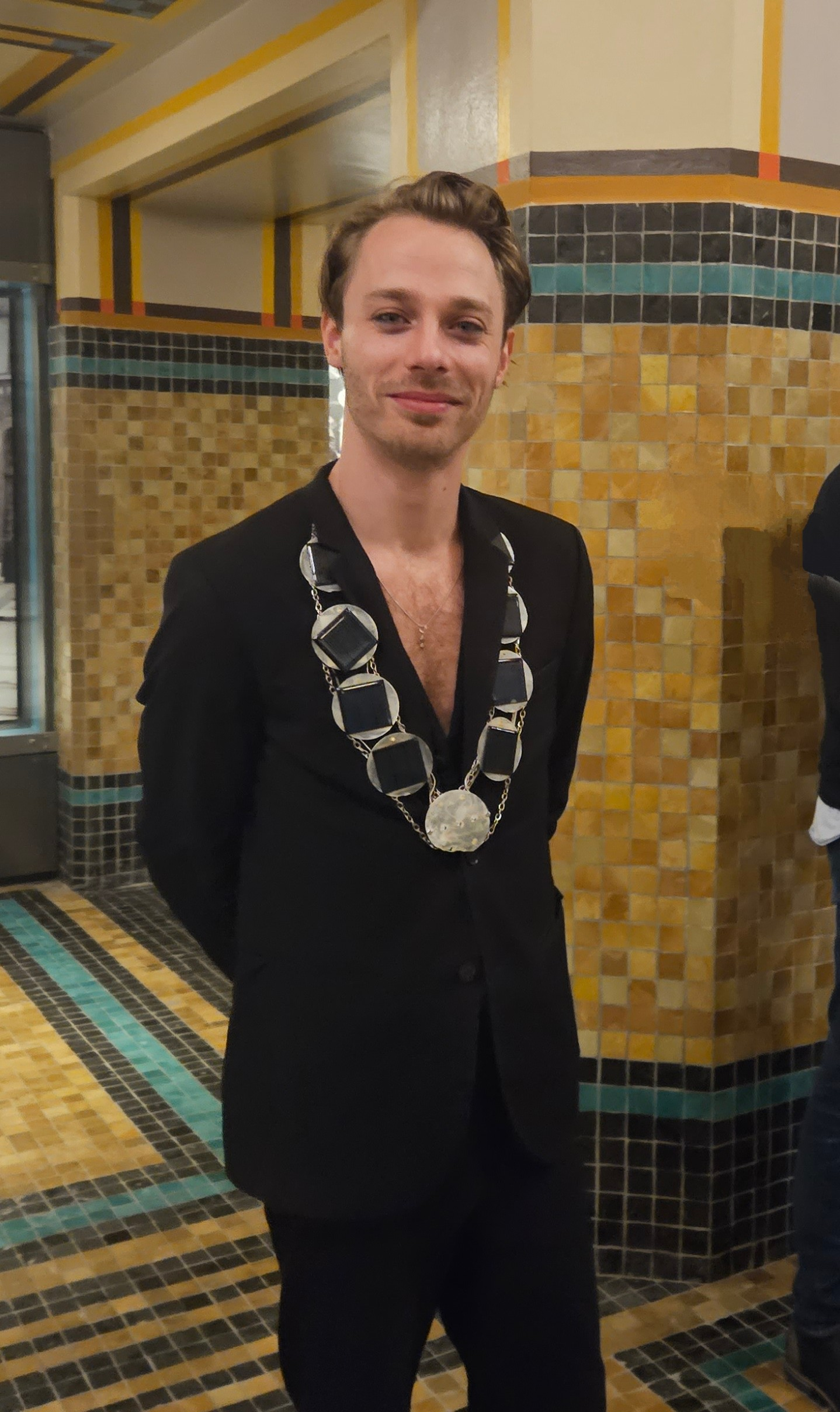
Freek Wallagh, nachtburgemeester van Amsterdam sinds 22 maart 2023

De nachtburgemeester van Amsterdam is een actieve gesprekspartner voor alle deelnemers aan het nachtleven van de stad, zoals de nachtelijke creatieve industrie, de burgemeester, het stadsbestuur en gebruikers van de nacht. De functie wordt ook weleens omschreven als Rebel in a suit: hij is "de luis in de pels van het stadsbestuur maar spreekt wel dezelfde taal om de doelstellingen te verwezenlijken".
In Amsterdam is de nachtburgemeester een geïnstitutionaliseerde functie, die sinds 2014 verbonden is aan het voorzitterschap van Stichting N8BM A'DAM, een onafhankelijke stichting die moet zorgen voor de continuïteit van het ambt. Daarnaast realiseert de stichting nieuwe initiatieven en ontwikkelingen die direct of indirect te maken hebben met het Amsterdamse nachtleven.

## Ontstaan
Als reactie op de 'vertrutting van de Amsterdamse binnenstad' kwam in 2002 de lokale fractie van GroenLinks onder aanvoering van Marco de Goede met het idee om een nachtburgemeester aan te stellen die het nachtleven in de hoofdstad een impuls kan geven. Diverse mensen uit de lokale nachtelijke industrie zijn vervolgens gepolst om zich kandidaat te stellen voor deze vrijwillige functie.

## Nachtburgemeesters

### De Nachtwacht (2003-2006)

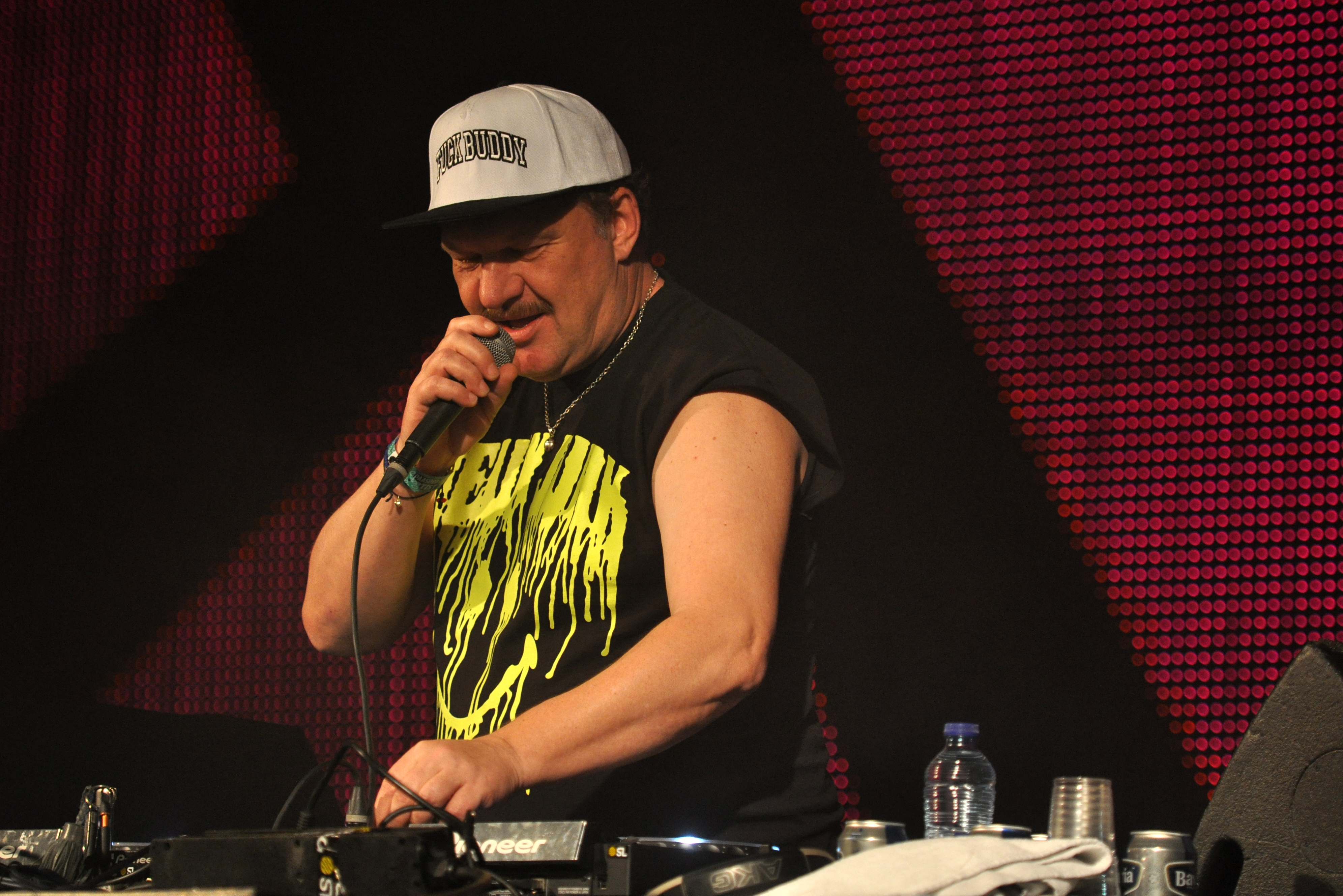
Joost van Bellen

In februari 2003 werd in Paradiso de verkiezingsnacht georganiseerd. De jury (de stem van de bezoekers gold als advies) koos unaniem voor het collectief De Nachtwacht als eerste nachtburgemeester van Amsterdam. Na De Nachtwacht werd voor de volgende nachtburgemeesters de termijn van twee jaar aangehouden.
De Nachtwacht is ontstaan nadat Anne Hemker door GroenLinks benaderd werd om zich kandidaat te stellen voor de verkiezing. Omdat zij niet alleen de uitdaging op haar wilde nemen besloot zij met acht anderen zich als collectief te verenigingen. Naast Hemker zaten in de Nachtwacht ook Joost van Bellen, Lex Breet, Felix van der Eerden, Dick Koopman, Kim Tuin, Puck Verdoes en Maz Weston.
In oktober van datzelfde jaar presenteerden zij hun plannen in de Nachtnota, waarin zij hun visie op het Amsterdamse nachtleven uiteenzetten.
In 2006 wanneer de termijn van De Nachtwacht afloopt, reflecteert Van Bellen op hun diensten dat niet alles in de Nachtnota is bereikt maar "dat [De Nachtwacht] muren [heeft] weggebroken tussen beleidsmakers en initiatiefnemers", wat volgens hem het belangrijkste is.

### Chiel van Zelst (2006-2008)
In 2006 werd 'art jockey' Chiel van Zelst verkozen tot tweede nachtburgemeester van Amsterdam. Hij wilde tijdens zijn termijn onder meer ondergrondse initiatieven aanvuren. Dit deed onder andere met evenementen als Nachtkracht,Prix de Nuit, waarmee hij een open podium bood aan een nieuwe generatie organisatietalent.

### Josine Neyman en Kristel Mutsers (2008-2010)
Na twee jaar Van Zelst, mochten in 2008 Josine Neyman en Kristel Mutsters het stokje overnemen. Om een bredere doelgroep naar de nacht te brengen organiseerden zij het culturele festival Nuit Blanche (met edities in 2008, 2009, 2010, 2011, 2012 en 2013) dat gebouwen en plekken openstellen waar de Amsterdammer normaal gesproken in de nachtelijke uren niet zou vertoeven.

### Isis van der Wel (2010-2011)

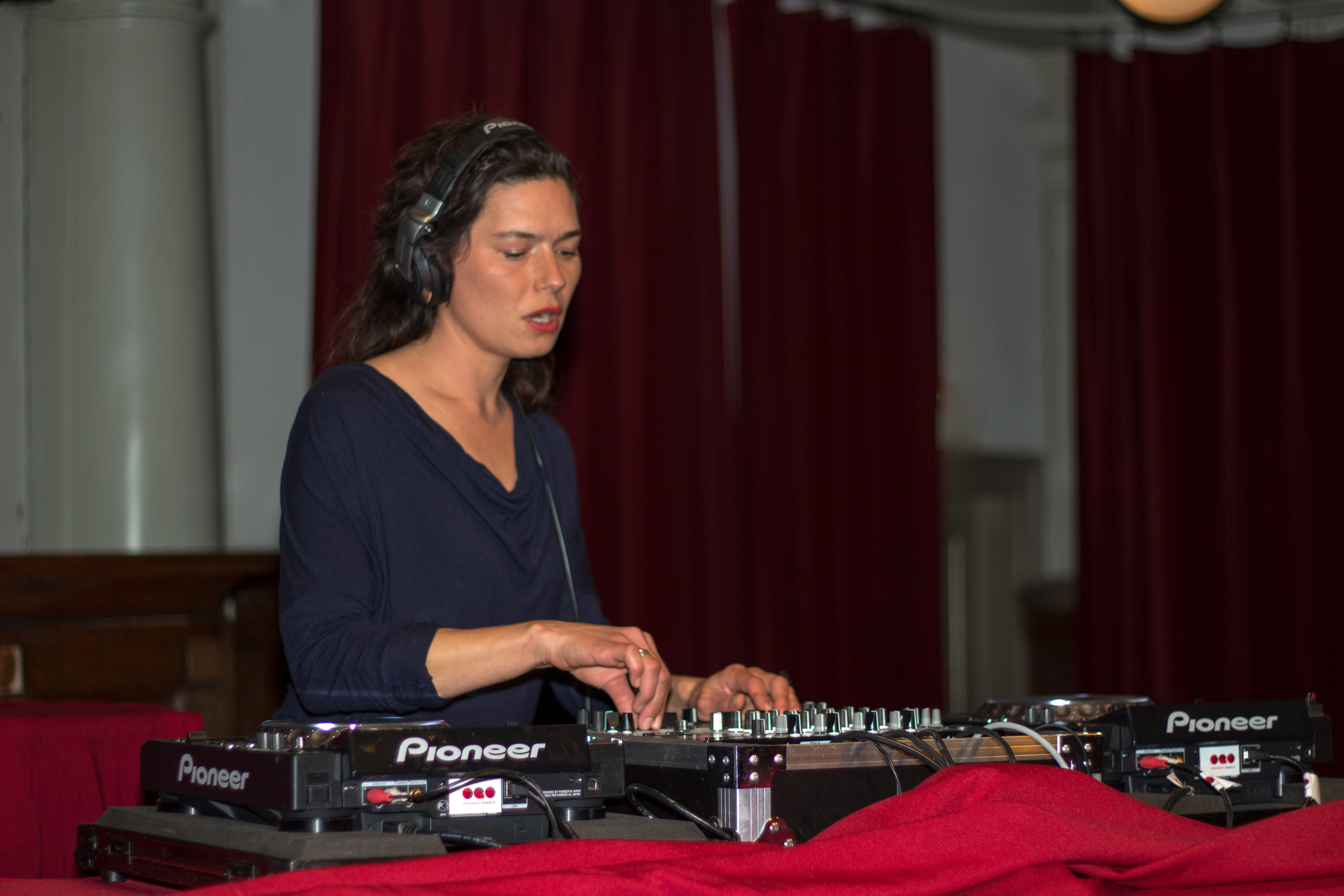
Isis van der Wel

In 2010 werd Isis van der Wel (dj en producer onder alias DJ Isis) verkozen tot nachtburgemeester. Tijdens de verkiezingsavond in Paradiso presenteerde Van der Wel haar kunst- en cultuurplan waarmee ze de uittocht van kunstenaars uit de hoofdstad een halt wil toeroepen. Ze gooide daarmee hoge ogen bij de jury. Na afloop van de verkiezing was er echter ook boosheid omdat travestie-artiest Jennifer Hopelezz (alter-ego van homoclubeigenaar Richard Keldoulis) de voorkeur van het aanwezige publiek had, waar de jury aan voorbijging door voor DJ Isis te kiezen.
Tijdens haar termijn zette zij onder andere het door crowdfunding gefinancierde Magneetfestival op, waaraan iedereen die een 'goed idee' had aan mocht bijdragen.
Van der Wel is samen met D66, de Partij voor de Dieren en burgemeester Eberhard van der Laan verantwoordelijk voor het ontstaan van de huidige 24-uursvergunningen.
Ook bracht zij de nachtmonitor uit; een officieel onderzoek naar de actuele status van het nachtleven van Amsterdam, en verwezenlijkte zij de verbetering van handhaving anti-discriminatieregels deurbeleid.

### Mirik Milan (2012-2018)
In 2012 werd Mirik Milan, programmamaker en creatief producent, tijdens de verkiezingsnacht in de Melkweg verkozen tot nachtburgemeester van Amsterdam. Hij richtte samen met Ella Overkleeft en Michiel Friedhoff in 2014 Stichting N8BM A'DAM op waarmee hij voor meer continuïteit voor het ambt wilde zorgen. Met de stichting werd de functie van nachtburgemeester in Amsterdam definitief geprofessionaliseerd met een Raad van Toezicht als hoogste orgaan en nachtburgemeester als voorzitter van het bestuur. In 2016 werd er een nachtraad ingesteld met twaalf leden in vier categorieën: clubs, festivals, cultuur & diversiteit en veiligheid & regelgeving.
Vanaf 2012 zit de nachtburgemeester ook in het expertteam van de burgemeester van Amsterdam, Eberhard van der Laan, voor de toekenning van de 24-uursvergunningen. In 2012 voerde de burgemeester de 24-uursvergunningen in. De nachtburgemeester was de aanjager van het proces en pleitbezorger. De 24-uursvergunningen gaven enkele locaties buiten het centrum het recht om vrij hun sluitingstijden te bepalen. Trouw was de eerste locatie die daar in 2013 van gebruik kon maken.
In 2014 werd Milan herkozen voor een tweede termijn. Een van zijn doelen was om in 2016 het eerste internationale nachtcongres te organiseren voor alle Europese nachtburgemeesters, in hetzelfde jaar dat Nederland voorzitter was van de Raad van de Europese Unie.
Onder aanvoering van Milan kreeg het ambt van nachtburgemeester wereldwijd aandacht. Het inspireerde onder andere Parijs (2013), Toulouse (2013), Zürich (2015), Londen (2016) en New York (2017) om een nachtburgemeester naar Amsterdams voorbeeld aan te wijzen.
Na zes jaren nachtburgemeester te zijn geweest legde Mirik Milan begin 2018 zijn functie neer om ruimte te maken voor een opvolger.

### Shamiro van der Geld (2018-2020)
Op 24 februari 2018 werd Shamiro van der Geld door publiek en een vakjury gekozen tot de nieuwe nachtburgemeester van Amsterdam. Van der Geld is bekend als televisiepresentator, acteur, theatermaker en organisator van feesten als Vunzige Deuntjes. Zijn 3-jarige ambtstermijn als nachtburgemeester zou tot en met 2020 hebben gelopen.
Shamiro heeft in juni 2019 zijn taken als nachtburgemeester neergelegd. Zijn functie werd overgenomen door voorzitter Ramon de Lima van Stichting Nachtburgemeester Amsterdam.

### Ramon de Lima (2020-2023)
Na meer dan 5 jaar betrokkenhijd bij de stichting heeft Ramon de Lima vanaf eind 2019 de posititie van waarnemend nachtburgemeester vervuld. Zijn tijd als nachburgermeester begon in de roerige periode van de coronapandemie. Naast de impact van de coronapandemie op het nachtleven, heeft Ramon ook gewerkt aan maatschappelijk urgente thema’s in een tijd van #metoo en #blacklivesmatter, vooral met het project ClubEthics; een initiatief van de stichting dat hij is gestart met als doel het nachtleven veiliger en inclusiever te maken

### Freek Wallagh (2023-heden)
Dichter Freek Wallagh werd op 22 maart 2023 verkozen tot de nieuwe nachtburgemeester van Amsterdam. Wallagh is naast (optredend) dichter ook werkzaam als politicoloog, eventorganisator, schilder en activist.